# Joseph Incandela
Joseph "Joe" Incandela, né en 1956, est un physicien des particules américain, un professeur de physique à l'université de Californie à Santa Barbara et qui est actuellement basé au CERN où il a passé deux ans en tant que porte-parole de l'expérience Compact Muon Solenoid au Grand collisionneur de hadrons.

## Biographie
Joseph Incandela reçoit son PhD de l'université de Chicago en 1986. Il travaille sur l'expérience UA2 au CERN pour étudier les bosons W et Z récemment découverts avant de chercher des bosons de Higgs chargés.

## Récompenses
- 2012 : prix de physique fondamentale (spécial)

## Source de la traduction
- (en) Cet article est partiellement ou en totalité issu de l’article de Wikipédia en anglais intitulé « Joseph Incandela » (voir la liste des auteurs).